# Cidaridae
A Cidaridae család a Cidaroida rendbe tartozik.

## Rendszerezés
World Register of Marine Species (WoRMS):
- Subfamily Cidarinae Gray, 1825
  - Genus Calocidaris (H.L. Clark, 1907)
  - Genus Centrocidaris (A. Agassiz, 1904)
  - Genus Chondrocidaris (A. Agassiz, 1863)
  - Genus Chorocidaris (Ikeda, 1941)
  - Genus Cidaris (Leske, 1778)
  - Genus Compsocidaris (Ikeda, 1939)
  - Genus Eucidaris Pomel, 1883
  - Genus Hesperocidaris (Mortensen, 1928b)
  - Genus Kionocidaris (Mortensen, 1932)
  - Genus Lissocidaris (Mortensen, 1939)
  - Genus Tretocidaris (Mortensen, 1903b)
- Subfamily Goniocidarinae (Mortensen, 1928a)
  - Genus Austrocidaris (H.L. Clark, 1907)
  - Genus Goniocidaris (Desor, in Agassiz & Desor, 1846)
  - Genus Ogmocidaris (Mortensen, 1921)
  - Genus Psilocidaris (Mortensen, 1927)
  - Genus Rhopalocidaris (Mortensen, 1927)
  - Genus Schizocidaris (Mortensen, 1903b)
  - Genus Adelcidaris (Cotton & Godfrey, 1942) (nomen dubium)
- Tribe Phyllacanthina Smith & Wright, 1989
  - Genus Phyllacanthus Brandt, 1835
- Sub-family Stereocidarinae (Lambert, 1900)
  - Genus Phalacrocidaris (Lambert, 1902)
  - Genus Stereocidaris (Pomel, 1883)
- Subfamily Stylocidarinae (Mortensen, 1903)
  - Genus Acanthocidaris (Mortensen, 1903b)
  - Genus Plococidaris (Mortensen, 1909)
  - Genus Prionocidaris A. Agassiz, 1863
  - Genus Stylocidaris (Mortensen, 1909)

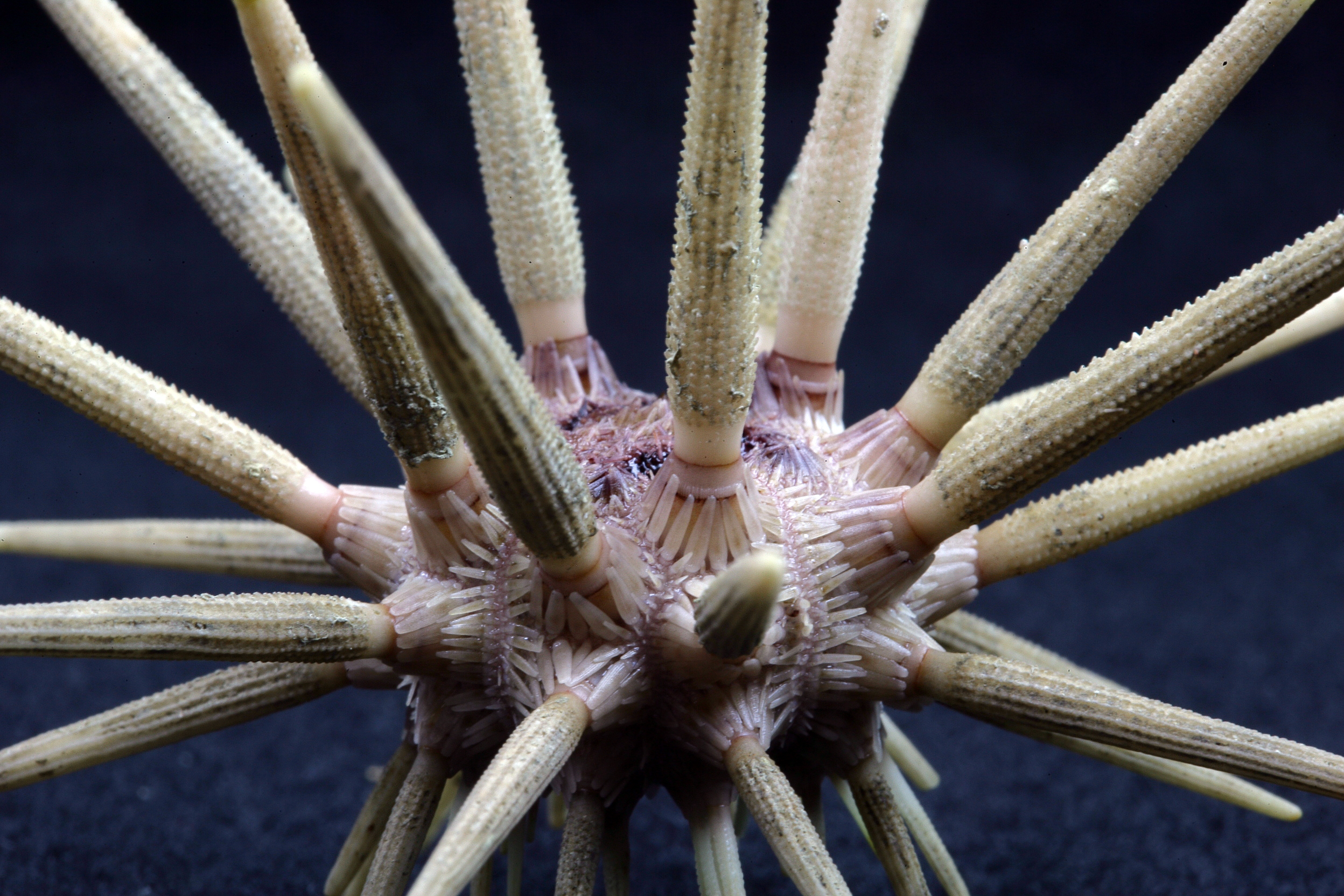
Cidaris cidaris.
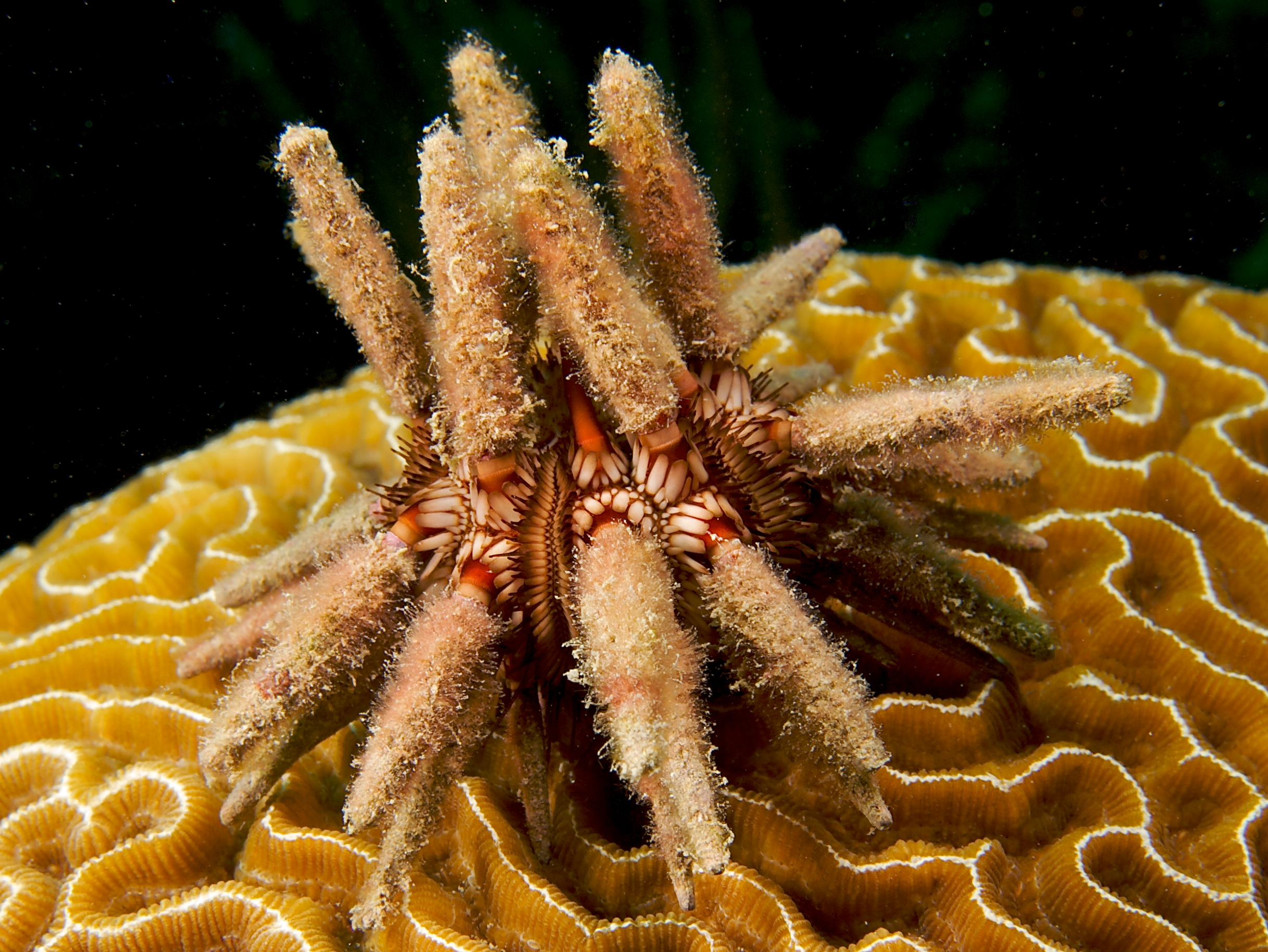
Eucidaris tribuloides.
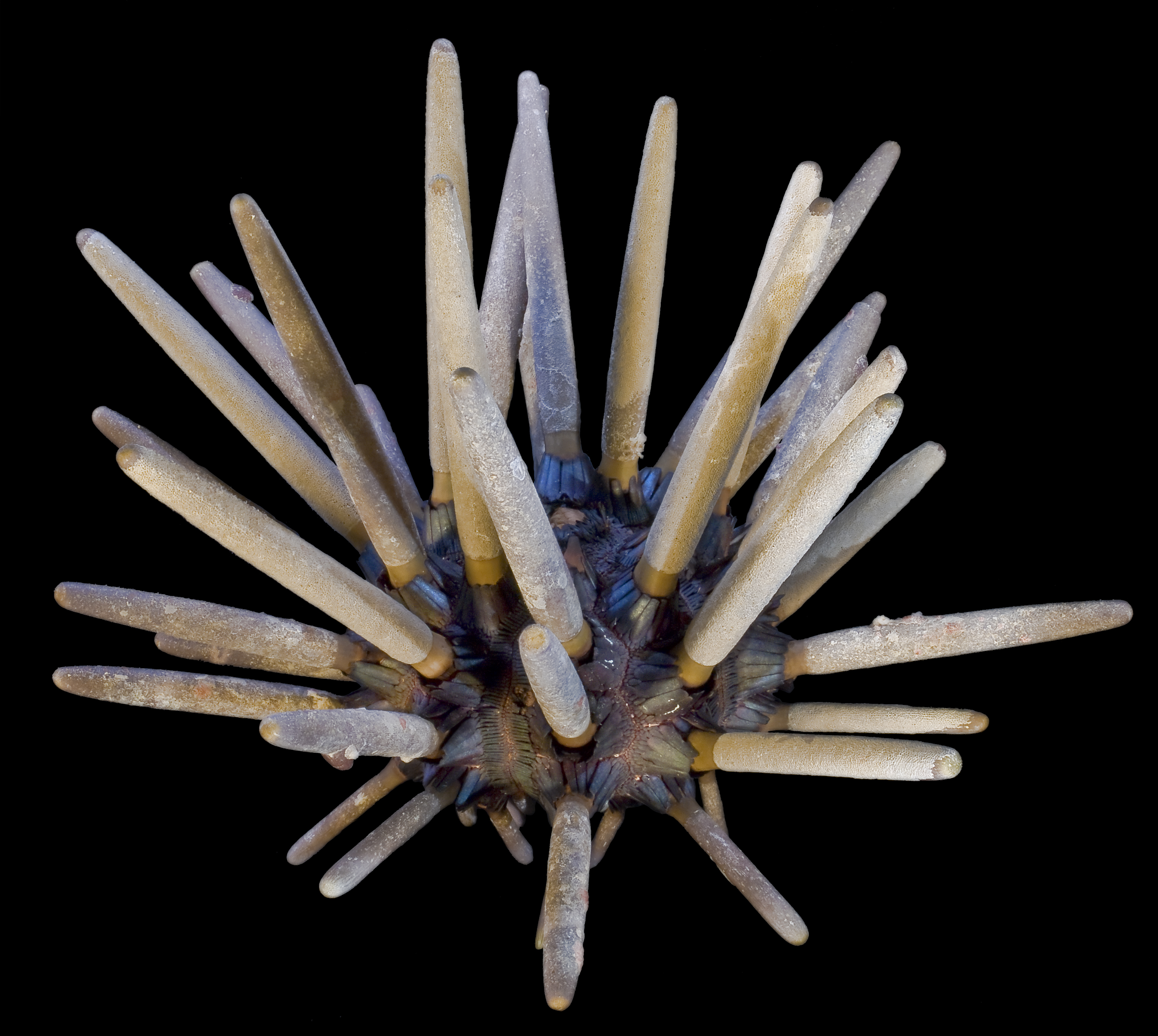
Phyllacanthus imperialis.
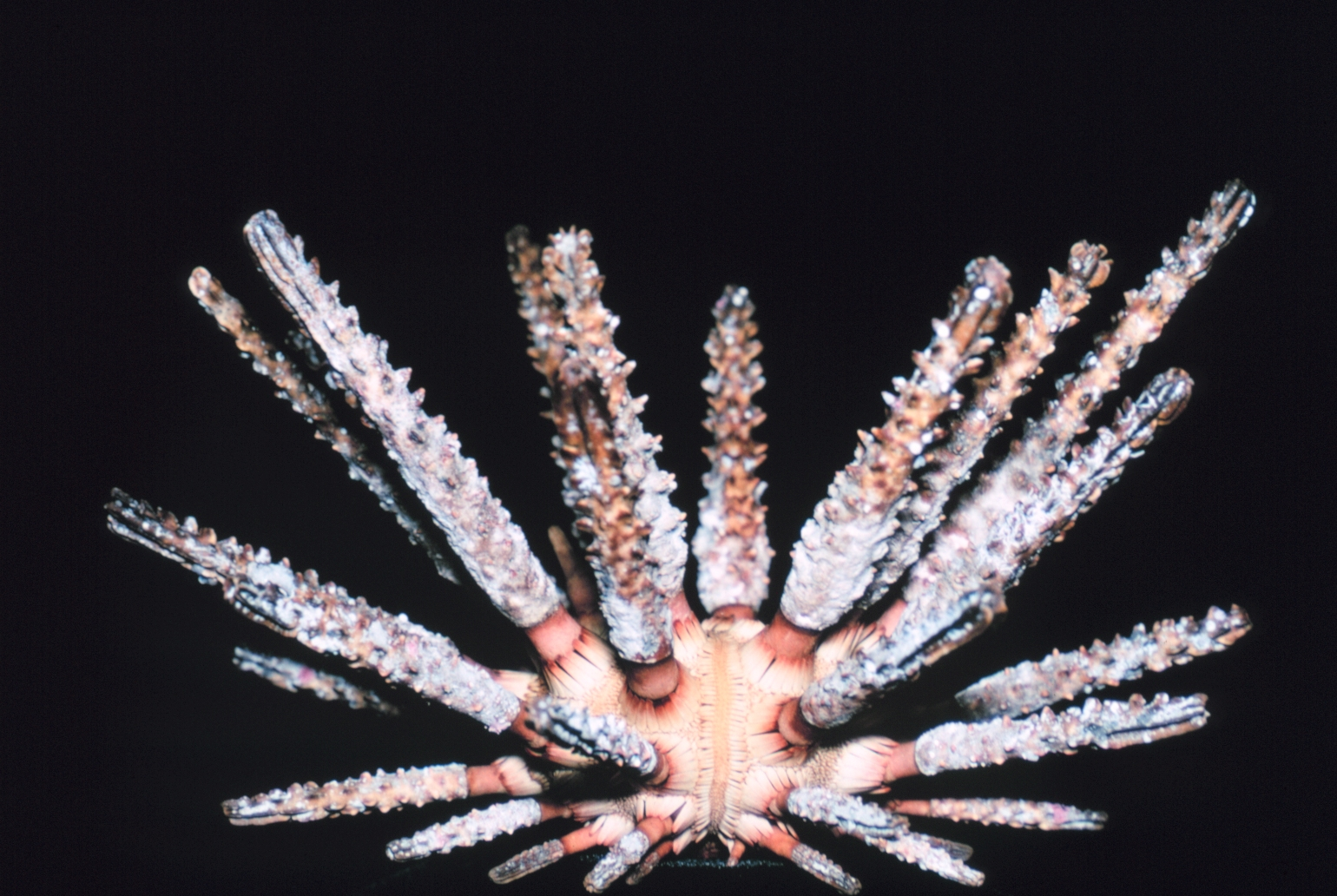
Prionocidaris hawaiiensis.
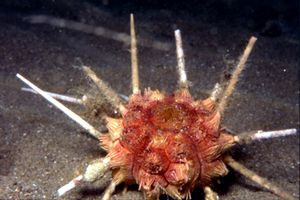
Stylocidaris affinis.